# Christian Knorr von Rosenroth
Christian Knorr von Rosenroth (1631–1689), hebraísta alemão, estudioso da Cabala.

## Biografia
Christian nasceu em Alt-Raudten, atual Stara Rudna, na Silésia (Alemanha). Após completar seus estudos nas Universidades de Wittenberg e Leipzig, viajou pela Holanda, França e Inglaterra.
Em seu retorno a Alemanha, passou a dedicar-se ao estudo de línguas orientais, particularmente o Hebraico. Esses estudos o levaram a interessar-se pela Cabala, na qual ele acreditou ter encontrado provas doutrinárias do Cristianismo. Em sua opinião, o "Adam Kadmon" da Cabala é Jesus e os três sefirot superiores da Árvore da Vida representam a Trindade.
Aprofundando seus estudos cabalísticos, ele produziu uma tradução latina do Zohar e, entre 1677-78, publicou os dois volumes de sua obra mais significativa: Kabbala Denudata, sive Doctrina Hebræorum Transcendentalis et Metaphysica Atque Theologia, que MacGregor Mathers (um dos fundadores da Ordem Hermética da Aurora Dourada) verteria para o Inglês, em 1887.